# 高山グリーンホテル
高山グリーンホテル（たかやまグリーンホテル、英: Takayama Green Hotel）は、岐阜県高山市にある京王グループのホテル。同名であるその企業（株式会社 高山グリーンホテル）。規模、年間宿泊者数等で岐阜県最大のホテルとして知られており、観光客にも有名である。

## 概要
大洋薬品工業（現・武田テバファーマ）や大洋ヨーコン建設（現・百年住宅中部）など大洋グループを築き上げた新谷泰助により1972年（昭和47年）7月4日に創業し、翌年の1973年（昭和48年）7月20日開業した。開業後は飛騨物産館の新設や和風南館、和風本館を次々に増築。その後もホテル敷地内にて温泉掘削を行い高山市で2番目となる温泉の湧出や、和風新館「天領閣」の増築などを行っている。
1991年（平成3年）には天皇・皇后が行幸の際の宿泊所として利用したほか、2003年（平成15年）には常陸宮・同妃、高円宮・同妃が、2012年（平成24年）には秋篠宮・同妃が行啓の際に宿泊所として利用している。
2017年（平成29年）に京王電鉄と提携基本契約を締結し、2020年（令和2年）4月から京王グループの一員となっている。

## 温泉
- ホテル敷地内より湧出する源泉「天領の湯」は弱アルカリ性。Ph値が8.2と高いため、肌を柔らかく整え、きめ細かく艶やかにする美肌効果から「美人の湯」と呼ばれる。
- ホテル1階に温泉大浴場「本陣大浴殿」があり内風呂と日本庭園を模した露天風呂がありジャグジーも完備する。

## アクセス
- JR高山本線 高山駅 西口から徒歩6分、車で3分。

## 周辺施設
- フレスポ高山
- JR高山本線 高山駅
- 大洋薬品高山工場（現在は跡地）
- 高山市民文化会館
- 高山工業高校
- 高山赤十字病院
- 飛騨高山まつりの森
- 飛騨民俗村